# Savings & Loans
Das Savings & Loans Cycling Team ist ein australisches Radsportteam.
Die Mannschaft Savings & Loans wurde 2006 gegründet und besaß bis 2009 den UCI-Status eines Continental Teams. Team-Manager war Patrick Jonker; Sportdirektor war der ehemalige Fahrer Stephen Cunningham. Neben Savings & Loans sind weitere Sponsoren Avanti Bicycle Company, Vitality Chiropractic und Specialized.

## Saison 2009

### Erfolge in des UCI Continental Circuits
In den Rennen des UCI Continental Circuits gelangen die nachstehenden Erfolge.
| Datum         | Rennen                         | Kat. | Fahrer       |
| ------------- | ------------------------------ | ---- | ------------ |
| 23. Januar    | 3. Etappe Tour of Wellington   | 2.2  | Jai Crawford |
| 24. Januar    | 5. Etappe Tour of Wellington   | 2.2  | Joel Pearson |
| 25. Januar    | 7. Etappe Tour of Wellington   | 2.2  | David Pell   |
| 25. April     | 7. Etappe Jelajah Malaysia     | 2.2  | Timothy Roe  |
| 19.–26. April | Gesamtwertung Jelajah Malaysia | 2.2  | Timothy Roe  |
| 10. Juni      | 6. Etappe Tour de Korea        | 2.2  | Timothy Roe  |
| 11. Juni      | 7. Etappe Tour de Korea        | 2.2  | Timothy Roe  |

### Abgänge-Zugänge
| Zugänge                      | Team 2008         | Abgänge         | Team 2009             |
| ---------------------------- | ----------------- | --------------- | --------------------- |
| Steven Robb                  | Team Kuota-Senges | Craig McCartney | Team Budget Forklifts |
| Jai Crawford                 | Trek-Marco Polo   | Adrian Laidler  | Unbekannt             |
| Luke Knox                    | Neoprofi          | Tom Middleton   | Unbekannt             |
| Andrew Roe                   | Neoprofi          | Peter Mueller   | Unbekannt             |
| Michael Stallard (ab 01.09.) | Neoprofi          | Simon Pearson   | Unbekannt             |

### Mannschaft
| Name             | Geburtstag        | Nationalität | Team 2010               |
| ---------------- | ----------------- | ------------ | ----------------------- |
| Brett Aitken     | 25. Januar 1971   | Australien   |                         |
| Jai Crawford     | 4. August 1983    | Australien   | Fly V Australia         |
| William Dickeson | 26. März 1983     | Australien   | Jelly Belly-Kenda       |
| Brad Edmunds     | 22. August 1982   | Australien   |                         |
| Russell Gill     | 13. Mai 1987      | Australien   |                         |
| Luke Knox        | 9. Oktober 1989   | Australien   |                         |
| Chris Luxton     | 8. Mai 1975       | Australien   |                         |
| Joel Pearson     | 21. März 1983     | Australien   | Genesys Wealth Advisers |
| David Pell       | 9. Juni 1980      | Australien   | Drapac Porsche          |
| Steven Robb      | 3. August 1986    | Australien   |                         |
| Andrew Roe       | 5. Mai 1987       | Australien   | Virgin Blue-RBS Morgans |
| Timothy Roe      | 28. Oktober 1989  | Australien   | Trek Livestrong         |
| Michael Stallard | 20. November 1976 | Australien   |                         |
| Russel Van Hout  | 15. Juni 1976     | Australien   |                         |

## Platzierungen in UCI-Ranglisten
UCI Asia Tour
| Saison | Mannschaftswertung | Fahrerwertung      |
| ------ | ------------------ | ------------------ |
| 2009   | 7.                 | Jai Crawford (10.) |

UCI Europe Tour
| Saison | Mannschaftswertung | Fahrerwertung       |
| ------ | ------------------ | ------------------- |
| 2009   | 125.               | Timothy Roe (1079.) |

UCI Oceania Tour
| Saison | Mannschaftswertung | Fahrerwertung         |
| ------ | ------------------ | --------------------- |
| 2006   | 4.                 | Russell Van Hout (6.) |
| 2007   | 4.                 | David Pell (3.)       |
| 2008   | 3.                 | David Pell (8.)       |
| 2009   | 6.                 | David Pell (14.)      |